# Nives Meroi

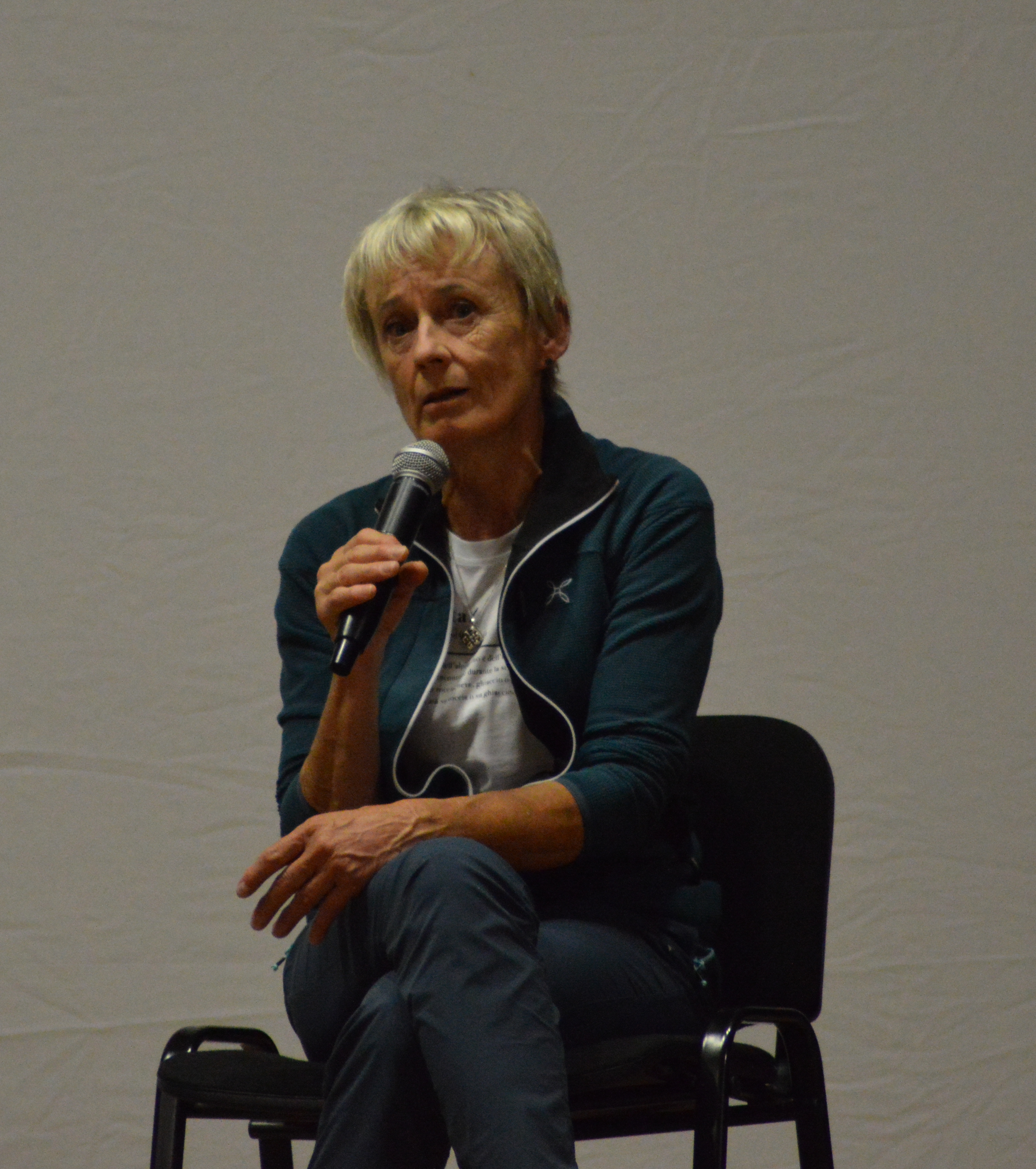
Nives Meroi en 2024

Nives Meroi nacida en Bonate Sotto, Italia el 17 de septiembre, de 1961 es una montañera italiana de alto nivel. Tercera mujer en ascender los 14 ochomiles

## Biografía
Está casada desde 1989 con Romano Benet, escalador y compañero en las escaladas por el Himalaya. Vive en Fusine Laghi, en la región de Tarvisio en los Alpes del norte de Italia, a solo cinco kilómetros de las fronteras con Eslovenia y Austria. Compaginan sus trabajos (como guías alpinos) con los ingresos que obtienen de sus patrocinadores y de ofrecer conferencias.
En octubre de 2008, consiguió ascender el undécimo ochomil de su carrera, en estilo alpino. Nives y Romano presumen de que todos sus ochomiles han sido conseguidos por lo que ellos denominan "by fair means": sin oxígeno suplementario y sin porteadores de altura. Desde 2003 suelen escalar formando equipo con Luca Vuerich. Se ha dicho que "su estilo de alpinismo pertenece a otra era". Pero la polémica ha acompañado algunas de las expediciones de la italiana. Existen dudas de que hiciera cima en el K2, volvió al Dhaulagiri en 2006 tras las dudas sobre si lo había conseguido en 2005, recorriendo toda la arista central para despejarlas, y en el Sisha Pangma se duda de si llegó, en mitad de la niebla, a la cima central, pero no la principal. Debido a la niebla, las fotos no son concluyentes, ni subió nadie más ese día ni los siguientes. En cualquier caso, Miss Hawley concede validez a la ascensión. Unas críticas de la escaladora austríaca Gerlinde Kaltenbrunner sobre la validez de esta ascensión al Dhaulagiri le valieron una querella de Meroi.
En 1994 afrontan su primer ochomil, y probablemente el más difícil: la cara norte del K2. Abandonan a 8.450 metros de altitud. Posteriormente abren numerosas vías en los Alpes y otra en el Bagiratthi II (1995). En 1996 intentan el Everest por la cara norte, pero a 8.000 m les frena la misma tormenta que se cobró la vida de ocho personas en la cara sur.
En 2003 encadena en 20 días la "trilogía baja" del Karakorum: GII, GI y Broad Peak. Hasta entonces solo la cordada formada por los suizos Erhard Loretan, Marcel Ruedi y Jean-Claude Sonnenwyl lo había logrado en junio de 1983. Meroi fue la primera mujer en lograrlo. La francesa Elisabeth Revol lo logró en 2008 en solitario, sin oxígeno y en estilo alpino.
A principios de 2008, Nives, Romano y  Vuerich, intentaron realizar una escalada invernal del Makalu, único "ochomil" del Himalaya que no había sido hollado en invierno (en el Karakorum ninguno lo ha sido) hasta que Moro y Urubko lo lograran en febrero de 2009. Los italianos apenas pudieron instalar su campo base, que fue destruido por la fuerza del viento, forzándolos a abandonar. En el descenso, Meroi se rompió una pierna y tuvo que sufrir una intervención quirúrgica en ella.
Con su ascensión del Manaslu en 2008, Nives Meroi reclama contar con 11 ochomiles, el mismo número que Edurne Pasaban y Gerlinde Kaltenbrunner. Ella y su marido constituyen la pareja de escaladores que más ochomiles han escalado conjuntamente.
El 15 de marzo de 2009, Nives y Romano partieron de Italia para intentar ascender al Kangchenjunga, que sería el duodécimo ochomil para ambos. Localizado en la frontera entre Nepal y India, esta montaña de 8586 metros es la tercera más alta del mundo. Refieren que una serie de protestas que desembocan en desórdenes en la zona del Kangchenjunga les hacen cambiar de idea el 21 de marzo e intentar el Annapurna. Hubieran coincidido en el campo base con la expedición de Edurne Pasabán, en cuyo blog no se hace referencia a desórdenes de ningún tipo. Debido a la meteorología adversa deciden abandonar y volver a intentar el ascenso al Kangchenjunga, pero también tuvieron que abandonar por problemas de salud de Romano Benet cuando se encontraban a 7500 metros de altitud.

## Expediciones
- 1994: superó los 8.000 m de altitud en el K2, alcanzando la cota de 8.450 m.
- 1996: intento fallido de ascensión al Monte Everest.
- 1998: corona el Nanga Parbat, su primer ochomil, siendo la primera italiana en la cima.
- 1999: afirma haber coronado el Shisha Pangma en mitad de la niebla (en discusión).
- 1999: corona el Cho Oyu.
- 2000: intento fallido de coronar el Gasherbrum II por su cara norte.
- 2003: fue la primera mujer en ascender los tres ochomiles del macizo Gasherbrum, (Hidden Peak, Gasherbrum II y Broad Peak) durante una temporada y en 20 días.
- 2004: corona el Lhotse.
- 2004: nuevo intento de escalar el K2 sin conseguirlo.
- 2005: intento fallido de alcanzar cima en el Dhaulagiri.
- 2006: corona el Dhaulagiri.
- 2006: no consiguen coronar el Annapurna.
- 2006: corona el K2 siendo la primera mujer italiana en conseguirlo (en discusión).
- 2007: corona el Monte Everest, siendo la primera italiana en la cima sin uso de oxígeno suplementario.
- 2007 y 2008: dos intentos (octubre y febrero) sin éxito en el Makalu.
- 2008: corona el Manaslu.
- 2009: segundo intento fallido sobre el Annapurna y primero sobre el Kangchenjunga.
- 2014: consigue coronar el Kangchenjunga, tras un parón de varios años debido a la enfermedad de su marido[6]
- 2016: cima en el Makalu[7]
- 2017: consigue coronar el Annapurna[8]